# Indonésie aux Jeux olympiques d'été de 2008
L'Indonésie participe aux Jeux olympiques d'été de 2008 à Pékin.

## Liste des médaillés indonésiens

### Médailles d'or
| Sport              | Discipline | Sportifs                    | Performance                                                             |
| Médailles d'or : 1 |            |                             |                                                                         |
| Badminton          | Double (H) | Markis Kido Hendra Setiawan | Indonésie 12 - 21 Chine Indonésie 21 - 11 Chine Indonésie 21 - 16 Chine |

### Médailles d'argent
| Sport                  | Discipline   | Sportifs                      | Performance                                                   |
| Médailles d'argent : 1 |              |                               |                                                               |
| Badminton              | Double mixte | Liliyana Natsir Nova Widianto | Indonésie 11 - 21 Corée du Sud Indonésie 17 - 21 Corée du Sud |

### Médailles de bronze
| Sport                   | Discipline | Sportifs               | Performance                                                             |
| Médailles de bronze : 4 |            |                        |                                                                         |
| Haltérophilie           | 56 kg (H)  | Eko Yuli Irawan        | 288 pts                                                                 |
| Haltérophilie           | 62 kg (H)  | Triyatno               | 298 pts                                                                 |
| Haltérophilie           | 53 kg (H)  | Raema Lisa Rumbewas    | 298 pts                                                                 |
| Badminton               | Simple (F) | Maria Kristin Yulianti | Indonésie 11 - 21 Chine Indonésie 21 - 13 Chine Indonésie 21 - 15 Chine |

## Athlètes indonésiens par sports[1]

### Athlétisme
| Hommes - 100 m : - Suryo Agung Wibowo | Femmes - 100 m haies : - Dedeh Erawati |

#### Hommes
| Épreuve    | Athlète            | Séries   | Séries | Quarts de finale | Quarts de finale | Demi-finales | Demi-finales | Finale   | Finale |
| Épreuve    | Athlète            | Résultat | Rang   | Résultat         | Rang             | Résultat     | Rang         | Résultat | Rang   |
| ---------- | ------------------ | -------- | ------ | ---------------- | ---------------- | ------------ | ------------ | -------- | ------ |
| 100 mètres | Suryo Agung Wibowo | 10.46    | 6e     | -                | -                | -            | -            | -        | -      |

#### Femmes
| Epreuve          | Athlète       | Séries   | Séries | Quarts de finale | Quarts de finale | Demi-finales | Demi-finales | Finale   | Finale |
| Epreuve          | Athlète       | Résultat | Rang   | Résultat         | Rang             | Résultat     | Rang         | Résultat | Rang   |
| ---------------- | ------------- | -------- | ------ | ---------------- | ---------------- | ------------ | ------------ | -------- | ------ |
| 100 mètres haies | Dedeh Erawati | 13.49    | 7e     | -                | -                | -            | -            | -        | -      |

### Badminton
| Hommes - Simple : - Sony Dwi Kuncoro - Taufik Hidayat - Double : - Markis Kido et Hendra Setiawan - Luluk Hadiyanto et Alvent Yulianto Chandra | Femmes - Simple : - Maria Kristin Yulianti - Double : - Vita Marissa et Liliyana | Mixte - Double : - Vita Marissa et Flandy Limpele - Liliyana et Nova Widianto |

#### Hommes
[modifier | modifier le code]
| Épreuve      | Athlète          | 32éme de Finale | 16éme de Finale           | Huitième de Finale              | Quarts de finale                            | Demi-finales                       | Finale/ 3e place               |
| Épreuve      | Athlète          | Résultats       | Résultat                  | Résultat                        | Résultat                                    | Résultat                           | Résultat                       |
| ------------ | ---------------- | --------------- | ------------------------- | ------------------------------- | ------------------------------------------- | ---------------------------------- | ------------------------------ |
| Simple       | Taufik Hidayat   | NC              | Wong 0-2 (19/21-16/21)    | -                               | -                                           | -                                  | -                              |
| Simple       | Sony Dwi Kuncoro | NC              | Ponsana 2-0 (21/16-21/14) | Lang 2-0 (21/13-21/18)          | Lee 0-2 (9/21-11/21)                        | -                                  | -                              |
| Double       | Markis Kido      | NC              | NC                        | Guo/Xie 2-1(22/20-10/21-21/17)  | Tan/Koo 2-0 (21/16-21/18)                   | Rasmussen/Paaske 2-0 (21/19-21/17) | Cai/Fu 2-1 (12/21-21/11-21/16) |
| Double       | Hendra Setiawan  | NC              | NC                        | Guo/Xie 2-1(22/20-10/21-21/17)  | Tan/Koo 2-0 (21/16-21/18)                   | Rasmussen/Paaske 2-0 (21/19-21/17) | Cai/Fu 2-1 (12/21-21/11-21/16) |
| Double mixte | Liliyana Natsir  | NC              | NC                        | Han/Hwang 2-0 (23/21-21/19)     | Prapakamol/Thoungthongkam 2-0 (21/13-21/19) | He/Yu 2-1 (15/21-21/11-23/21)      | Lee/Lee 0-2 (11/21-17/21)      |
| Double mixte | Nova Widianto    | NC              | NC                        | Han/Hwang 2-0 (23/21-21/19)     | Prapakamol/Thoungthongkam 2-0 (21/13-21/19) | He/Yu 2-1 (15/21-21/11-23/21)      | Lee/Lee 0-2 (11/21-17/21)      |
| Double mixte | Flandy Limpele   | NC              | NC                        | Hopp/Overzier 2-0 (21/12-21/12) | Laybourn/Juhl 2-1 (21/17-15/21-21/17)       | Lee/Lee 1-2 (9/21-21/12-17/21)     | He/Yu 1-2 (21/19-17/21-21/23)  |
| Double mixte | Vita Marissa     | NC              | NC                        | Hopp/Overzier 2-0 (21/12-21/12) | Laybourn/Juhl 2-1 (21/17-15/21-21/17)       | Lee/Lee 1-2 (9/21-21/12-17/21)     | He/Yu 1-2 (21/19-17/21-21/23)  |

### Haltérophilie
| Hommes - 56 kg : - Eko Yuli Irawan - 62 kg : - Triyatno - 69 kg : - Edi Kurniawan - 77 kg : - Sandow Weldemar Nasution | Femmes - 53 kg : - Raema Lisa Rumbewas |

### Sports aquatiques

#### Natation
| Hommes - 200 m papillon : - Donny Budiarto Utomo | Femmes - 200 m 4 nages individuel : - Fibriani Ratna Marita |

### Tir
Femmes
- 10 m rifle à air :
  - Yosheefin S Prasasti

### Tir à l'arc
Femmes
- Epreuve individuelle :
  - Rina Dewi Puspitasari
  - Ika Yuliana Rochmawati

### Voile
Hommes
- RS:X :
  - I Gusti Made Oka Sulaksana